# Gaston Lemay
Gaston Amédée Lemay (Paris, 11 novembre 1843 - Paris, 23 juin 1933) est un journaliste et voyageur français.

## Biographie
Journaliste au Temps, membre de la Société de géographie de Paris, il fait des reportages dans les Balkans, le sud de l'Algérie et en Amérique du Nord avant de partir en 1878 pour un grand voyage en Amérique du Sud organisé par la Société des voyages d'études fondée en 1876, entre autres, par Ferdinand de Lesseps et dont le but était de proposer des voyages entre l'expédition scientifique et la croisière touristique. 
Il part ainsi de Marseille le 1er août 1878 sur la Junon avec une vingtaine de passagers, s'arrête à Madère et aux îles du Cap-Vert et arrive à Rio le 12 septembre. Il visite Montevideo puis excursionne jusqu'à Azul. 
Le 2 octobre, la Junon traverse le détroit de Magellan et fait escale à Punta Arenas avant de pénétrer dans le canal Smyth où l'on rencontre des Alakalufs que l'on photographie et soumet à des mesures anthropométriques. 
Après Valparaiso et Santiago où l'on est de retour fin octobre, la Junon gagne Callao le 1er novembre. Lemay visite ensuite Lima et se rend en chemin de fer dans la sierra où l'on monte jusqu’à 4 788 m d'altitude. 
La Junon passe ensuite à Panama puis New York mais le voyage cesse brutalement lorsqu'on apprend les importantes difficultés financières de l'armateur qui affrète le navire. 
Lemay regagne la France en janvier 1879 et publie dans l'année la relation de son voyage chez Charpentier : A bord de la Junon : Gibraltar, Madère, les îles du Cap-Vert, Rio....
De 1882 à 1885, il est Vice-Consul de France à Massaoua, ce qui lui permet de faire des reportages sur le Soudan. Nommé à Khartoum à l'époque de la Guerre des mahdistes, il ne parvient pas à rejoindre son poste, auquel il est remplacé par Léon Herbin. Il prend sa retraite en 1911.

## Hommage
- Jean Raspail en 1986 en fait un personnage de son roman Qui se souvient des hommes.
- Chevalier de la Légion d'honneur, 25 juillet 1898[3].